# آنتونوف-۲۸
آنتونوف ای‌ان-۲۸ (به انگلیسی: Antonov An-28) یک هواپیمای ساختِ کارخانهٔ آنتونوف در کشور اتحاد جماهیر سوسیالیستی شوروی است که در سال ۱۹۷۵–۱۹۹۳ ساخته شد. نخستین استفاده‌کنندهٔ این هواپیما آئروفلوت بوده‌است. این هواپیما در ۱ سپتامبر ۱۹۶۹ میلادی نخستین پرواز خود را انجام داد.